# Miller Landing
Miller Landing és una concentració de població designada pel cens dels Estats Units a l'estat d'Alaska. Segons el cens del 2000 tenia 74 habitants.

## Demografia
Segons el cens del 2000, Miller Landing tenia 74 habitants, 31 habitatges, i 19 famílies La densitat de població era de 114,3 habitants/km².
Dels 31 habitatges en un 29% hi vivien nens de menys de 18 anys, en un 48,4% hi vivien parelles casades, en un 9,7% dones solteres, i en un 38,7% no eren unitats familiars. En el 22,6% dels habitatges hi vivien persones soles el 3,2% de les quals corresponia a persones de 65 anys o més que vivien soles. El nombre mitjà de persones vivint en cada habitatge era de 2,39 i el nombre mitjà de persones que vivien en cada família era de 2,95.
Per edats la població es repartia de la següent manera: un 24,3% tenia menys de 18 anys, un 4,1% entre 18 i 24, un 32,4% entre 25 i 44, un 32,4% de 45 a 60 i un 6,8% 65 anys o més.
L'edat mediana era de 35 anys. Per cada 100 dones hi havia 76,2 homes. Per cada 100 dones de 18 o més anys hi havia 93,1 homes.
La renda mediana per habitatge era de 27.813 $ i la renda mediana per família de 35.417 $. Els homes tenien una renda mediana de 36.250 $ mentre que les dones 18.750 $. La renda per capita de la població era de 19.586 $. Aproximadament l'11,8% de les famílies i el 12,1% de la població estaven per davall del llindar de pobresa.

## Poblacions més properes
El següent diagrama mostra les poblacions més properes.